# Biology
Biology – drugi singel Girls Aloud z ich trzeciego albumu Chemistry. Wydany 14 listopada 2005 roku, dotarł do #3 miejsca w Nowej Zelandii, #4 miejsca w Wielkiej Brytanii oraz do #5 miejsca w Irlandii. Sprzedał się w łącznym nakładzie 110 tysięcy egzemplarzy. Został najpopularniejszym singlem girlsbandu z tego albumu.

## Lista utworów
| #              | Tytuł                              | Długość |
| -------------- | ---------------------------------- | ------- |
| UK CD single 1 |                                    |         |
| 1.             | "Biology"                          | 3:34    |
| 2.             | "The Show" [Tony Lemezma Club Mix] | 5:46    |
| UK CD single 2 |                                    |         |
| 1.             | "Biology"                          | 3:34    |
| 2.             | "Nobody But You"                   | 4:10    |
| 3.             | "Biology" [Tony Lamezma Remix]     | 5:15    |
| 4.             | "Biology" [Video]                  | 3:34    |
| 5.             | "Biology" [Karaoke Video]          | 3:34    |
| 6.             | "Biology" [Game]                   | 3:34    |

## Pozycje na listach
| Chart (2006)                  | Peak position |
| ----------------------------- | ------------- |
| UK Download Chart             | 2             |
| New Zealand Singles Chart     | 3             |
| UK Singles Chart              | 4             |
| Irish Singles Chart           | 5             |
| Eurochart Hot 100 Singles     | 8             |
| Grecja                        | 12            |
| Australian ARIA Singles Chart | 26            |
| Poland Singles Chart          | 66            |